# Granace
Granace (en idioma corso Granaccia) es una comuna francesa del departamento de Córcega del Sur, en la colectividad territorial de Córcega.

## Demografía
| 64 | 93 | 72 | 107 | 82 | 61 | 59 | 80 |
| Para los censos de 1962 a 1999 la población legal corresponde a la población sin duplicidades (Fuente: INSEE [Consultar]) |    |    |     |    |    |    |    |